# Tame
Tame là một khu tự quản thuộc tỉnh Arauca, Colombia. Thủ phủ của khu tự quản Tame đóng tại Tame Khu tự quản Tame có diện tích 1064 ki lô mét vuông. Đến thời điểm ngày 28 tháng 5 năm 2005, khu tự quản Tame có dân số 28491 người.